# Hôtel de ville de Pfaffenhoffen
L'hôtel de ville de Pfaffenhoffen est un monument historique situé à Pfaffenhoffen, dans le département français du Bas-Rhin.

## Localisation
Ce bâtiment est situé à Pfaffenhoffen.

## Historique
Depuis le 1er janvier 2016, il s'agit d'une mairie déléguée à la commune de Val de Moder.
L'édifice fait l'objet d'une inscription au titre des monuments historiques depuis 1935.